# جزيرة الخيال (فلم 2020)
جزيرة الخيال (بالإنجليزية: Fantasy Island) فيلم رعب أمريكي خارق للطبيعة لعام 2020، من إخراج جيف وادلو، الذي شارك في كتابته. الفيلم هو إعادة تناول مسلسل رعب تلفزيوني صدر عام 1977 تحت نفس العنوان. الفيلم من بطولة مايكل بينيا وماجي كيو ولوسي هيل. يروي الفيلم قصة خمسة أشخاص يزورون الجزيرة التي تحمل نفس الاسم، ويكتشفون أن خيالات أحلامهم التي تم إحياؤها في الحياة تبدأ في التحول إلى كوابيس حية مروعة، ويجب أن يحاولوا البقاء على قيد الحياة. صدر الفيلم في الولايات المتحدة في 14 فبراير 2020 لشركة سوني. تعرض الفيلم لانتقادات شديدة، لكنه حقق نجاحًا في شباك التذاكر، حيث حقق 47 مليون دولار في جميع أنحاء العالم مقابل ميزانية الإنتاج البالغة 7 ملايين دولار.

## طاقم التمثيل
- مايكل بينا: في دور السيد روركي حارس الجزيرة
- ماجي كيو: في دور جوين اولسن
- لوسي هيل: في دور ميلاني كول
- أوستن ستويل: في دور باتريك سوليفان
- بورتيا دوبلداي: في دور سلوني ماديسون
- جيمي اوه يانج: في دور براكس تي ويفر
- ريان هانسن في دور جي دي ويفر
- مايكل روكر: في دور دامون
- باريسا فيتز-هينلي: في دور جوليا رورك
- مايك فوغل في دور الملازم سوليفان
- ايفان ايفاجورا: في دور نيك تايلور
- روبي جونز: في دور ألين تشامبرز
- كيم كوتس: في دور ديفل فايس
- إيان روبرتس: في دور دكتور تورتشر
- شارلوت ماكيني: في دور تشاستيتي[4]

## ملخص أحداث الفيلم
يفوز خمسة أشخاص في مسابقة تأخذهم إلى جزيرة الخيال، حيث يعتقد الجميع أن تخيلاتهم ستتحقق. يقابلون السيد رورك "حارس الجزيرة"، الذي يحذرهم من أنه يجب عليهم رؤية أوهامهم في استنتاجاتهم. يجعل رورك الأحلام السرية لضيوفه المحظوظين تتحقق في منتجع استوائي فاخر، ولكن عندما تتحول التخيلات إلى كوابيس، يتعين على الضيوف حل لغز الجزيرة من أجل الهروب بحياتهم.

## استقبال الفيلم
حصل الفيلم على موقع الطماطم الفاسدة على تقييم بلغ 7% بناء على آراء 107 من النقاد، وكان التعليق العام يقول: " يظهر الفيلم للجمهور الجانب المظلم من تحقيق الرغبات، كما يعمل بشكل أساسي كحكاية تحذيرية حول مخاطر استخراج الرفات التي ماتت منذ فترة طويلة"، وعلى موقع ميتاكريتك حصل الفيلم على درجة 22 من أصل 100.

## وصلات خارجية
- مقالات تستعمل روابط فنية بلا صلة مع ويكي بيانات